# Kampaň Joea Bidena v prezidentských volbách 2024

Logo kampaně

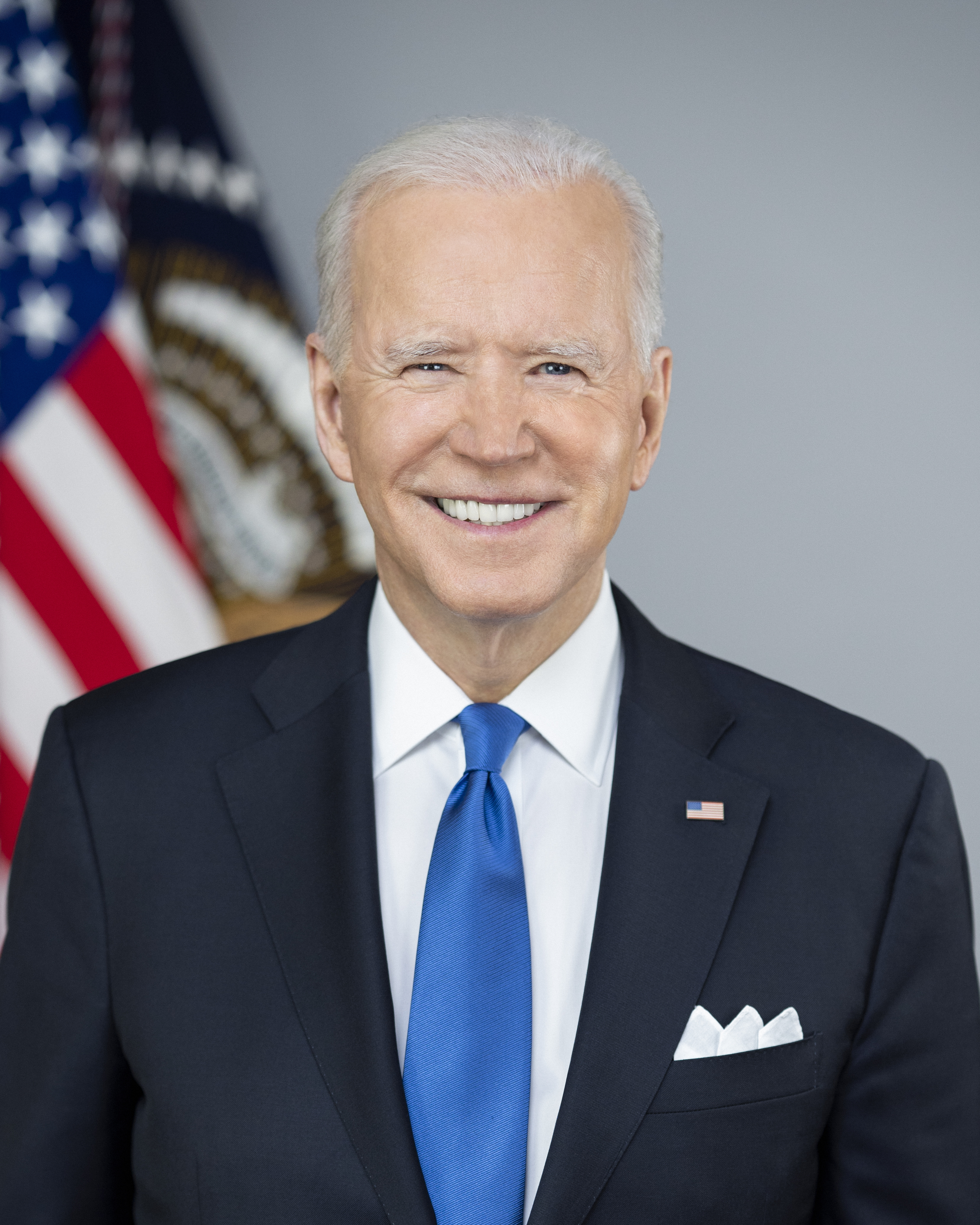

Joe Biden, současný 46. prezident Spojených států amerických, oznámil svou kandidaturu v prezidentských volbách 2024 do svého druhého a zároveň posledního prezidentského období 25. dubna 2023, přičemž jeho spolukandidátkou bude jeho viceprezidentka Kamala Harris. V případě znovuzvolení by se stal nejstarším inaugurovaným prezidentem.
V květnu 2021 Bidenův personální šéf Ron Klain uvedl, že Bidenova administrativa „očekává napínavý volební souboj“ s Donaldem Trumpem, který zastával funkci 45. prezidenta Spojených států a byl Bidenem poražen v prezidentských volbách v roce 2020, pokud by tento se pokoušel návrat do prezidentského úřadu. V listopadu 2021 Bílý dům na pozadí klesajícího hodnocení zopakoval Bidenův záměr ucházet se o znovuzvolení a na tiskové konferenci v březnu 2022 na otázku, zda by Trump mohl být jeho soupeřem v roce 2024, odpověděl: „Byl bych velmi šťastný, kdyby proti mně kandidoval stejný člověk.“ 21. července 2024 oznámil Biden přes sociální síť X odstoupení z kandidatury na prezidenta a podpořil Kamalu Hariss.

## Pozadí
Jedná se o Bidenovu čtvrtou prezidentskou kampaň a jeho první v roli úřadujícího prezidenta. Poprvé se zúčastnil prezidentských primárek Demokratické strany v roce 1988, kde byl zpočátku považován za jednoho z nejsilnějších kandidátů. Poté vypukl skandál, když noviny odhalily Bidenovo plagiátorství v záznamech z právnické fakulty a v projevech, což vedlo k jeho odstoupení z kandidatury v září 1987.
Druhý pokus učinil během prezidentských primárek Demokratické strany v roce 2008, kde se zaměřil na svůj plán dosáhnout politického úspěchu ve válce v Iráku prostřednictvím systému federalizace. Stejně jako při své první prezidentské kandidatuře se Bidenovi nepodařilo získat dostatečnou míru podpory a schválení. Po špatném výsledku ve volebním shromáždění v Iowě 3. ledna 2008 z kandidatury odstoupil. Nakonec si ho Barack Obama vybral jako svého spolukandidáta (a tedy i kandidáta na viceprezidenta), vyhráli společně volby a 20. ledna 2009 složil přísahu jako viceprezident Spojených států. I nadále byl Obamovým spolukandidátem a v roce 2012 byl znovuzvolen viceprezidentem. Dne 20. ledna 2013 složil přísahu na druhé funkční období a funkci vykonával do 20. ledna 2017.
Bidenova třetí prezidentská kandidatura přišla během primárek Demokratické strany v roce 2020, kde se zaměřil na své plány jako kandidát s největší šancí porazit tehdejšího prezidenta Donalda Trumpa. Server Politico v roce 2018 uvedl, že se Biden odmítl zavázat vykonávat funkci prezidenta pouze jedno funkční období.

## Kampaň

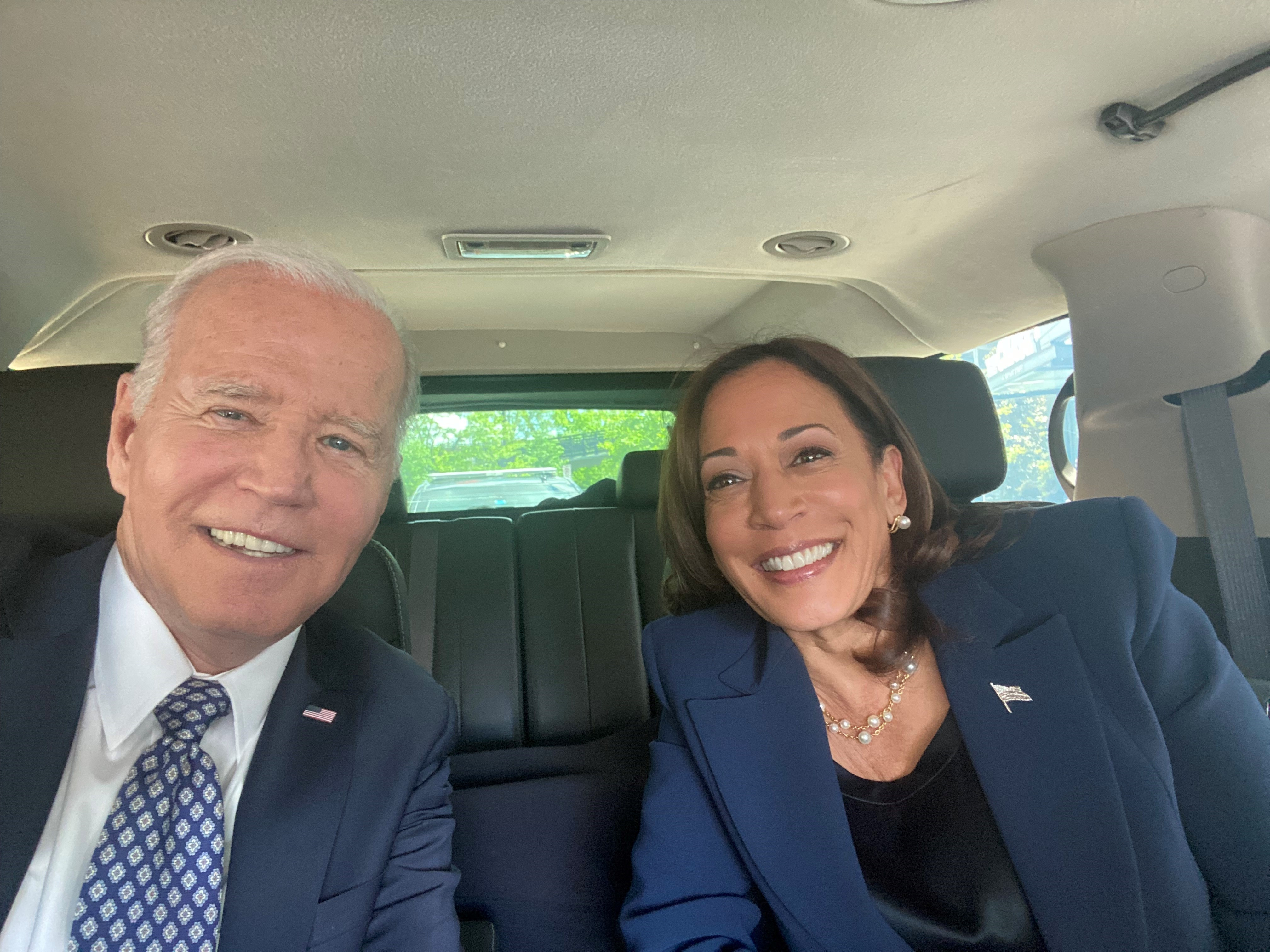
Joe Biden a Kamala Harris v roce 2023

### Ohlášení
Dne 25. dubna 2023 Biden oznámil, že se bude ucházet o znovuzvolení. Bylo také oznámeno, že Julie Chávez Rodriguez bude zastávat funkci vedoucí kampaně a Quentin Fulks bude hlavním zástupcem vedoucího kampaně. Spolupředsedy národní kampaně byli jmenováni Lisa Blunt Rochester, Jim Clyburn, Chris Coons, Tammy Duckworth, Jeffrey Katzenberg a Gretchen Whitmer. Bidenova kampaň byla zahájena přesně čtyři roky po zahájení jeho prezidentské kampaně v roce 2020, Server Politico uvedl: „Biden uvažuje o Michaelu Tylerovi (dlouholetém demokratickém operativci) pro roli ředitele komunikace ve své kampani v roce 2024.“
Biden formálně zahájil svou kampaň za znovuzvolení 17. června 2023 na odborovém shromáždění ve Filadelfii v Pensylvánii. Jeho volebním sloganem se stalo Finish the job (česky Dokončit práci).

### Sociální sítě

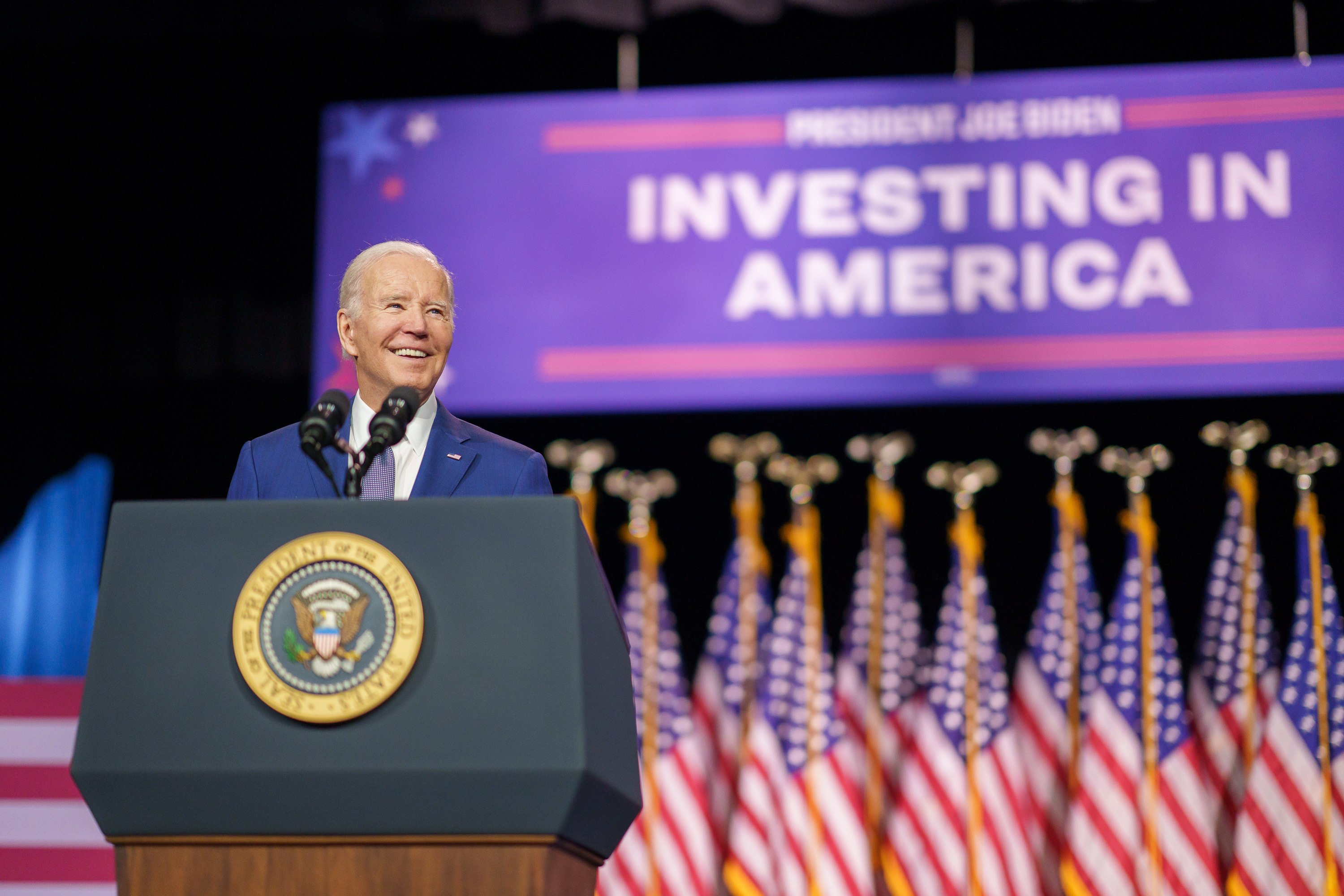
Prezident Joe Biden při projevu ve středu 10. května 2023 na Westchester Community College ve Westchesteru ve státě New York.

Bidenova kampaň vytvořila účet na Truth Social v říjnu 2023. Tu založil Donald Trump po vyhození na sociální síti Twitter. Na sociální síti X (dříve Twitter) oznámili, že účet na Truth Social vytvořili, protože jim tento nápad připadal „velmi vtipný.“ Řada pozorovatelů to charakterizovala jako snahu Bidenovy kampaně o trolling Donalda Trumpa.

### Poradní sbor
Národní poradní sbor kampaně pro Bidena a Harris tvořili:
- Senátor Cory Booker z New Jersey
- Senátorka Elizabeth Warrenová z Massachusetts
- guvernér John Carney z Delaware
- Kongresmanka Joyce Beattyová z Ohia
- Kongresmanka Nikki Budzinski z Illinois
- kongresman Maxwell Frost z Floridy
- kongresmanka Diana DeGette z Colorada
- guvernérka státu Massachusetts Maura Healeyová
- okresní soudkyně Lina Hidalgo z Texasu
- zástupce Ro Khanna z Kalifornie
- starostka Karen Bassová z Kalifornie
- Kongresmanka Ami Bera z Kalifornie
- Guvernérka Kathy Hochulová z New Yorku
- Státní senátorka Shevrin Jonesová z Floridy
- guvernér Wes Moore z Marylandu
- starosta Levar Stoney z Virginie
- senátor Raphael Warnock z Georgie
- starosta Vi Lyles ze Severní Karolíny
- Zástupkyně Jennifer McClellanová z Virginie
- Zástupce Joe Neguse z Colorada
- Hilda Solisová, okresní inspektorka v Kalifornii
- Zástupkyně Lauren Underwoodová z Illinois
- starosta Aftab Pureval z Ohia
- guvernér J. B. Pritzker ze státu Illinois
- Guvernér Phil Murphy z New Jersey
- Senátorka Amy Klobucharová z Minnesoty
- Guvernérka Michelle Lujan Grishamová z Nového Mexika
- guvernér Josh Shapiro z Pensylvánie
- Zástupce Brendan Boyle z Pensylvánie
- Zástupce Chrissy Houlahan z Pensylvánie
- Senátor Chris Murphy z Connecticutu
- Bývalá předsedkyně Sněmovny reprezentantů Nancy Pelosiová z Kalifornie
- guvernér Severní Karolíny Roy Cooper
- Zástupce Shontel Brown z Ohia
- guvernér Ned Lamont z Connecticutu
- guvernér Kalifornie Gavin Newsom
- starostka Kate Gallego z Arizony

- zástupkyně Grace Meng z New Yorku

- Zástupkyně Sylvia Garcia z Texasu
- senátor Alex Padilla z Kalifornie
- Senátor Tom Carper z Delaware
- starosta Mike Duggan z Michiganu
- starosta Andre Dickens z Georgie
- starostka Satya Rhodes-Conway z Wisconsinu
- Zástupkyně Sára Jacobsová z Kalifornie
- Státní zástupce Malcolm Kenyatta z Pensylvánie

## Podporovatelé
Mezi významné podporovatele Joea Bidena z řad politiků a političek se řadí bývalý prezident USA Barrack Obama, senátorka a bývalá kandidátka na prezidentku Hillary Clinton, bývalí ministři práce Tom Perez či Hilda Solis. Biden má podporu i mnoha odborových organizací, včetně AFL-CIO, zastupující přes 12 milionů pracovníků nebo AFT zaštitující okolo 1,7 milionu učitelů.
Z řad byznisu podpořili kampaň:
- Reid Hoffman, spoluzakladatel a výkonný předseda společnosti LinkedIn
- Jeffrey Katzenberg, generální ředitel společnosti DreamWorks Animation.
- Dennis Mehiel, podnikatel a investor.
- Haim Saban, podnikatel, mediální vlastník a investor.
- Alexander Soros, filantrop, syn George Sorose.
- Tom Steyer, manažer hedgeového fondu, liberální aktivista, filantrop, kandidát na prezidenta v roce 2020.
- Donald Sussman, manažer hedgeového fondu.

Ze zahraničních státníků podpořili Bidena německý kancléř Olaf Scholz či kanadský premiér Justin Trudeau.